# 大山後角右衛門
大山後角右衛門（おおやま ごかくうえもん、生没年不詳）は、幕末の薩摩藩の鹿児島城下士。太刀流の剣術家。大山貞政の子孫という。通称は後角右衛門で諱は不詳。なお、通称については俊角右衛門と書かれることもある。
　

## 概要
文政4年の地図である「鹿児島城下明細図」に「大山後角右衛門」の名が登場する。文政9年11月28日に先代の師範・大山角四郎綱政が死去。一般的にはこの人物の後継者が大山後角右衛門という。
弘化年間に西郷隆盛が門人になるものの、怪我で皆伝まではいかなかったと言われる。『西郷伝補説』によると『西南紀伝　下　巻2』に西郷が弘化2年11月1日に大山後角右衛門に提出した入門誓書といわれる文書が掲載された。また郡奉行を務めていたことが、「鹿児島市史Ⅲ」に掲載されている郡元の水神碑で分かる。
嘉永4年に島津斉彬に太刀流剣術を上覧する。
島津斉彬の時代に郡奉行を務め、安政5年2月26日、同じ郡奉行の猿渡成右衛門らとともに現在の鹿児島市郡元の地に水神碑を建立する。
明治10年3月10日に大山角四郎綱任が50歳で死去。親族と思われるが関係不詳。
なお、先祖の大山角四郎貞政から角四郎綱政や大山角四郎綱任は「笑岳寺墓地由緒墓」に名が見えるが、「大山後角右衛門」の名は見られない。その代わり、「鹿児島城下絵図散歩」で西田町の住人として名が見られる「大山彦兵衛綱紀」が、同資料に見られる。この人物は天保年間に奄美大島代官を務めていた人物であり、後角右衛門とは別人である。

## 宅地
「鹿児島城下絵図散歩」によると天保13年（1842年）には現在の鹿児島県鹿児島市西田二丁目の地に「大山後角右衛門」の名があり、宅地は1反2畝22歩の広さであった。安政6年（1859年）までには現在の西田三丁目の地に引っ越していることが同書で確認できる。引越し先の宅地は1反11歩の広さであった。なお、文政4年（1821年）の「鹿児島城下明細図」では西田町の地に「大山後角右衛門」の名が確認できる。